# Kanon
Kanon (Nhật: カノン) là một visual novel người lớn phát triển bởi Key, một thương hiệu thuộc Visual Art's, và phát hành tại Nhật Bản vào ngày 4 tháng 6 năm 1999 trên hệ điều hành Windows của máy tính cá nhân (PC). Kanon là trò chơi đầu tay của Key, công ty cũng phát triển nên những tác phẩm nổi tiếng khác như AIR và CLANNAD. Phiên bản dành cho mọi lứa tuổi trên PC phát hành vào tháng 1 năm 2000, sau đó được chuyển sang các hệ máy Dreamcast, PlayStation 2 và PlayStation Portable. Câu chuyện xoay quanh cuộc sống của Aizawa Yuichi, một nam sinh cao trung vừa về lại thành phố nơi mà anh từng đến chơi cách đây bảy năm, cùng một chút hồi ức còn sót lại về những chuyện đã xảy ra ở đó. Anh lần lượt lấy lại ký ức của mình sau khi gặp gỡ một vài cô gái bản xứ.
Lối chơi của Kanon đi theo một cốt truyện phân nhánh có tính tương tác với nhiều kịch bản và tập trung chủ yếu vào năm nhân vật nữ chính. Tác phẩm sau khi phát hành đã được chuyển thể sang nhiều loại hình truyền thông khác. Hai loạt manga ra mắt thường kỳ trong các tạp chí Dengeki Daioh và Dragon Age Pure. Các hợp tuyển manga, light novel, drama CD và art book cũng được phát hành, cùng nhiều album âm nhạc khác. Toei Animation sản xuất một bộ anime truyền hình dài 13 tập phát sóng 2002 và một tập OVA ra mắt năm 2003. Kyoto Animation thực hiện phiên bản phim làm lại dài 24 tập và phát sóng từ tháng 10 năm 2006 đến 3 năm 2007. Anime này ban đầu được ADV Films cấp phép phân phối tại Bắc Mỹ vào năm 2008, nhưng sau đó bản quyền đã được chuyển nhượng sang cho Funimation sau khi ADV đóng cửa. Sê-ri phim của Kyoto Animation thể hiện mối tương quan giữa cái tên Kanon và dòng nhạc canon khi sử dụng các bản nhạc Kanon in D-dur, hay Canon cung Rê trưởng, của Pachelbel, làm nhạc nền trong một số cảnh của tác phẩm.
Kanon đứng hạng nhì trong danh sách PC game bán chạy nhất toàn Nhật Bản vào thời điểm ra mắt, và nhiều lần nằm trong tốp 50 toàn quốc sau đó. Tác phẩm đã bán thành công hơn 300.000 bản trên nhiều hệ máy. Kanon được đánh giá là siêu phẩm nhờ xây dựng nên một cốt truyện chặt chẽ mang ý nghĩa sâu sắc. Song hành cùng tác phẩm là khái niệm "trò chơi cướp nước mắt" đã phát triển hoàn chỉnh thành thể loại nakigē (泣きゲー), được ví như cuộc cách mạng làm thay đổi hướng đi của toàn bộ ngành công nghiệp bishōjo game. Sự thành công của Kanon là nguồn động lực để các nhân viên của Key tự tin hơn khi thực hiện các tác phẩm tiếp theo, cũng như đã giúp công ty này trở nên nổi tiếng trong thị trường game Nhật Bản đầy biến động lúc bấy giờ. Một số tác giả như Tanaka Romeo và Ryukishi07 đã chịu ảnh hưởng đặc biệt từ Kanon rồi từ đó tạo ra những trò chơi tên tuổi để đời của họ về sau.

## Cách chơi

Một đoạn hội thoại thường gặp giữa người chơi (Yuichi) và nhân vật Ayu trong visual novel Kanon.

Kanon là một visual novel lãng mạn mà trong đó người chơi sẽ vào vai Aizawa Yuichi. Gần như toàn bộ thời gian chơi chỉ là đọc những lời tự sự và hội thoại. Văn bản trong trò chơi thường kèm theo một sprite (立ち絵 tachi-e) nhân vật, đại diện cho người mà Yuichi đang giao tiếp, trên một họa nền; sprite có thể thay đổi thường xuyên theo biểu cảm nhân vật. Người chơi sẽ bắt gặp những CG artwork ở một số thời điểm trong kịch bản, khi đó họa nền và sprite nhân vật được thay thế bởi một họa phẩm riêng biệt, tùy tình huống. Sau khi trò chơi được hoàn thành ít nhất một lần, một tùy chọn đến trang trưng bày CG và chơi các bản nhạc nền sẽ hiện ra trên màn hình tiêu đề game. Kanon đi theo một cốt truyện phân nhánh với nhiều cái kết khác nhau, và tùy thuộc vào những quyết định người chơi thực hiện trong suốt quá trình thưởng thức mà kịch bản sẽ tiến triển theo một hướng cụ thể.
Có năm mạch kịch bản chính để người chơi trải nghiệm, mỗi mạch truyện tập trung vào câu chuyện của một nữ chính. Visual novel thường cung cấp những tùy chọn để người chơi lựa chọn xuyên suốt kịch bản, và văn bản sẽ tạm ngưng không chạy tiếp cho đến khi người chơi đã đưa ra quyết định của mình. Để đọc được toàn bộ kịch bản, người chơi phải chơi lại nhiều lần, mỗi lần lại đưa ra các lựa chọn khác nhau để câu chuyện đi tiếp theo một hướng khác. Sau khi người chơi hoàn thành kịch bản của Mai, mạch truyện của cô ở lần chơi lại tiếp theo sẽ cung cấp thêm một lựa chọn để mở ra phần truyện về quá khứ của Sayuri. Maeda Jun, một trong hai nhà biên kịch của Kanon, bình luận vào tháng 3 năm 2001 rằng công chúng Nhật Bản có thể đã nhìn Key như một hãng chuyên làm các trò chơi êm dịu bởi ảnh hưởng từ tác phẩm này, nhưng ông cũng khẳng định rằng chẳng ai trong nhóm phát triển Kanon từng nghĩ sẽ như thế.
Phiên bản dành cho người lớn (eroge) chứa những CG thể hiện cảnh làm tình giữa Yuichi và một trong các nữ chính. Về sau, Key đã phát hành những phiên bản Kanon không có nội dung tình dục. Những phiên bản người lớn có một đoạn quan hệ tình dục trong từng kịch bản của năm nữ chính, vào thời điểm sau khi đã qua 50-75% thời gian chơi mỗi mạch truyện, chưa tính một cảnh làm tình tưởng tượng. Ngoài ra, có hai cảnh khỏa thân sử dụng chung một họa nền. Suzumoto Yūichi, nhà biên kịch gia nhập Key sau này, chia sẻ rằng những cảnh sex trong Kanon mang ý nghĩa rất hạn hẹp và có thể dễ dàng loại bỏ mà không ảnh hưởng đến câu chuyện. Maeda từng được hỏi là ông nghĩ gì nếu các cảnh sex được vẽ nhằm mục đích kích thích bản năng tự nhiên của con người, nhưng ông đã nói rằng nó chẳng thể nào xảy ra trong các trò chơi như Kanon hay tựa game thứ hai của Key là AIR.

## Tổng quan

### Chủ đề và thiết lập
Có nhiều địa điểm quan trọng xuất hiện trong Kanon, nhưng tên của chúng thường ít khi được đề cập rõ ràng trong những tác phẩm của Key. Thời điểm câu chuyện bắt đầu là vào mùa đông, chính vì thế tuyết luôn xuất hiện trong hầu hết các màn chơi, và phong cảnh thành phố luôn bao phủ bởi một lớp tuyết trắng. Khu mua sắm là địa điểm xuất hiện nhiều nhất trong câu chuyện mỗi khi các nhân vật đi vào thành phố, và đặc biệt là mỗi khi có sự hiện diện của Ayu trong phần đầu câu chuyện. Trường trung học là nơi mà Yuichi và các nhân vật chính khác cùng góp mặt, bao gồm cả sân trường, là địa điểm chính trong kịch bản của Shiori và Mai, cũng là địa điểm chung nơi Yuichi giao tiếp với các nhân vật khác.
Có nhiều chủ đề khác nhau được đề cập xuyên suốt cốt truyện của Kanon. Âm nhạc là một trong số đó, điển hình là tựa đề các tập anime phát sóng năm 2006–2007 đều móc nối với những dòng nhạc như Overture (khúc dạo đầu) hay Introit (thánh ca). Phép màu cũng đóng vai trò chính trong suốt tác phẩm; cốt truyện và các nhân vật trong Kanon cũng bị tác động ít nhiều theo những cách khác nhau mỗi khi phép lạ xảy ra. Đưa ra lời hứa và thực hiện lời hứa đó là một yếu tố thúc đẩy mạch truyện. Yuichi sau cùng đã có những lời hứa quan trọng với cả năm nhân vật nữ chính, và cùng thời điểm đó thực hiện những lời hứa trong quá khứ của anh với bốn người còn lại khi anh đến thành phố chơi ngày còn bé.
Một trong những mô típ xuyên suốt của Kanon là hiện tượng mất trí nhớ. Ba nhân vật chính—Yuichi, Ayu và Makoto—bị ảnh hưởng bởi việc mất trí nhớ theo nhiều cách khác nhau; chủ đề này được sử dụng như một công cụ dẫn dắt mạch truyện. Một đề tài phụ khác là mối liên quan đến các món ăn ưa thích của năm nhân vật nữ chính. Newtype USA có đoạn bình luận về Kanon như sau: "Mỗi khi các nhân vật chính ăn thứ gì thực sự ngon thì họ trông vô cùng dễ thương và tràn đầy sức sống", mặc cho thiết lập và giai điệu ảm đạm luôn che phủ toàn bộ visual novel. Năm món ăn ưa thích của họ là: taiyaki (Ayu), dâu tây (Nayuki), nikuman (Makoto), kem (Shiori) và gyūdon (Mai).

### Nhân vật chính
Người chơi sẽ vào vai Aizawa Yuichi, nam chính của Kanon. Anh là một học sinh trung học khoảng 17 tuổi có óc khôi hài, thích trêu chọc các cô gái cùng tuổi mà anh quen biết và tương tác với họ suốt câu chuyện. Mặc dù vậy, Yuichi rất tốt bụng với bạn bè và sẵn sàng làm mọi thứ kể cả phải bỏ thời gian và tiền bạc của mình để giúp đỡ bất cứ ai xung quanh. Anh khá rộng lượng và không đòi hỏi báo đáp từ những người từng được mình giúp. Tsukimiya Ayu, một trong những nữ chính của Kanon, là một cô gái có chiều cao khiêm tốn, tương đối lập dị và bí ẩn, có thể dễ dàng nhận ra cô ngay vì chiếc cặp có đôi cánh đeo sau lưng, chiếc xước tóc màu đỏ, và khi nói về chính mình thường đệm đại từ nhân xưng boku (僕), vốn chỉ dùng cho nam giới. Ayu thường xuất hiện trong tác phẩm khi đang ăn taiyaki, cô cũng hay lẩm nhẩm từ "ugū" (うぐぅ) mỗi khi rơi vào những trạng thái cảm xúc kích động khác nhau như thất vọng, đau đớn và sợ hãi. Em họ của Yuichi là Minase Nayuki, cũng là một nữ chính, đã có tình cảm với anh ngay từ khi còn bé và đang phải cố gắng học cách đối mặt với tình cảm của mình, đặc biệt là khi Yuichi có "nguy cơ" phải lòng một cô gái khác. Nayuki nói chậm hơn so với những người xung quanh và luôn gặp khó khăn khi cố thức dậy vào buổi sáng, trừ một vài dịp còn dậy sớm hơn cả Yuichi khi cô có tâm sự.
Nữ chính thứ ba của Kanon, Sawatari Makoto, người đã bắt chuyện với Yuichi vài ngày sau khi anh đến thành phố, là một cô gái bị mất trí nhớ nhưng lại tin chắc rằng mình có mối thù sâu nặng với Yuichi từ lần cuối anh đến nơi này. Makoto rất tinh nghịch và luôn tìm cách chơi khăm Yuichi; tương tự Ayu, từ cửa miệng mỗi khi gặp chuyện khó xử hay bối rối của Makoto là "aū" (あうぅ). Cô yêu mùa xuân và ước ao nó kéo dài mãi mãi. Yuichi tình cờ làm quen với Misaka Shiori, một nữ chính khác hiện là học sinh trung học năm thứ nhất luôn bị hành hạ bởi một căn bệnh lạ bẩm sinh. Diễn biến căn bệnh khiến cho thể chất của Shiori ngày càng yếu đi, đồng thời khiến cô phải thường xuyên nghỉ học. Shiori luôn cố gắng trở nên mạnh mẽ để có thể đối mặt với bệnh trạng và kết bạn được với mọi người, dù không quen biết hầu hết bạn bè cùng tuổi. Nữ chính cuối cùng của Kanon là Kawasumi Mai, một học sinh trung học năm thứ ba cùng trường với Yuichi. Cô tỏ ra lạnh nhạt với hầu hết mọi người xung quanh, nhưng thực ra con người cô rất tình cảm và luôn quan tâm chăm sóc người khác; Mai sẽ "trừng phạt" bất cứ ai dám trêu cô bằng một đòn đánh karate chớp nhoáng thẳng vào đầu.

### Cốt truyện
Cốt truyện của Kanon xoay quanh năm cô gái mà cuộc sống của họ có mối liên hệ với cùng một chàng trai. Aizawa Yuichi là học sinh trung học năm thứ hai, anh đã từng đến thành phố chơi khi còn bé, cũng là nơi mà Kanon lấy bối cảnh bảy năm sau đó. Câu chuyện khởi đầu từ thứ Tư, ngày 6 tháng 1 năm 1999 khi Yuichi trở lại thành phố và cảm thấy bỡ ngỡ trước quang cảnh và dân cư nơi đây. Trước đó anh đã quyết định sẽ trọ ở nhà cô em họ của mình, Minase Nayuki, cùng mẹ cô bé là Akiko. Sau bảy năm dài, Yuichi đã quên hầu như mọi thứ về thành phố mà mình từng đến ngày xưa và cần được gợi nhớ lại những gì mà anh để lại phía sau khi rời khỏi đó. Nayuki ngay lập tức đã liên tục tìm cách phục hồi trí nhớ cho Yuichi nhưng bất thành. Trong suốt câu chuyện, Yuichi nhận ra có rất nhiều thế lực siêu nhiên ẩn trong thành phố và chúng đã giúp anh lấy lại được ký ức về những sự kiện xảy ra bảy năm trước.
Vào ngày Yuichi vừa trở về thành phố, Nayuki đã dẫn anh đi tham quan đó đây. Nayuki chợt nhớ rằng mình cần mua vài thứ để chuẩn bị cho bữa tối, nhưng Yuichi không muốn cùng cô đi vào khu mua sắm vì anh sợ bị lạc. Đúng lúc Yuichi đang chờ Nayuki trên vỉa hè thì một cô gái lập dị tên là Tsukimiya Ayu lao đến rồi đâm thẳng vào người anh. Đứng lên được rồi, cô gái ấy kéo anh ta vào quán cà phê gần đó và tự thú rằng mình đã vô tình lấy bịch taiyaki mà chưa trả tiền, sau một sự cố làm cô kinh hãi người bán hàng. Họ hẹn gặp nhau vào một hôm khác, rồi Ayu chạy biến mất dạng. Vài ngày sau đó, Yuichi gặp Sawatari Makoto, một cô gái bị mất trí nhớ, đột nhiên xông ra tấn công anh rồi tự mình lăn ra ngất xỉu. Sau khi đã hiểu rõ sự tình, cô sống tạm ở nhà của Nayuki mặc dù ban đầu Yuichi đòi giao nộp cô cho cảnh sát. Một cô gái khác có liên hệ với quá khứ của Yuichi là Kawasumi Mai, học sinh trung học năm thứ ba cùng trường với anh. Cô luôn chiến đấu chống lại những con quỷ xuất hiện trong trường vào đêm khuya khi không có ai. Hậu quả là cô liên tục bị đổ lỗi về những tai nạn hư hỏng đồ đạc trong trường vì không bao giờ chối nhận điều đó, cũng bởi Mai có kĩ năng giao tiếp quá kém và hiểu rằng sẽ không ai tin câu chuyện ma quỷ của cô. Yuichi cũng tình cờ gặp một cô gái nữa là Misaka Shiori, người thu hút anh bởi câu chuyện về cuộc đời của cô. Shiori chịu đựng một căn bệnh lạ bẩm sinh, khiến thể trạng cô thường xuyên đau ốm và phải nghỉ học suốt. Yuichi bắt chuyện với Shiori sau một lần gặp cô trên sân trường. Cô kể rằng mình đứng ngoài sân trường gần như mỗi ngày để chờ gặp một ai đó.
Những việc kì lạ bắt đầu xảy ra tại thành phố này, kéo theo đó là những ký ức tuổi thơ đau buồn của các nhân vật chính. Makoto thực chất là một con cáo nhỏ từng được Yuichi chăm sóc trong dịp đến thành phố ngày trước. Phép màu khiến cô biến thành người để tìm gặp Yuichi, và giờ đây cô dần không còn điều khiển được suy nghĩ cũng như hành vi của mình. Yuichi sau nhiều lần chạm trán với quỷ cùng Mai cũng từng chút một nhớ ra những kỷ niệm thuở nhỏ năm xưa giữa hai người. Căn bệnh của Shiori ngày càng nặng hơn và mọi người đều nghĩ cô khó lòng qua khỏi. Mẹ của Nayuki bị một tai nạn giao thông và hôn mê, đây là một cú sốc đối với cô, và Yuichi nhận thức được tình cảm mà Nayuki dành cho anh nhiều năm trước. Yuichi là bạn thanh mai trúc mã với Ayu và họ thường xuyên hẹn gặp nhau quanh một gốc cây cổ thụ to nằm sâu trong rừng, anh tặng cô một con búp bê nhỏ cùng lời hứa sẽ thực hiện ba điều ước của cô; bất hạnh thay Ayu ngã từ trên cây xuống và thực tế đã bất tỉnh suốt bảy năm. Yuichi phải làm mọi cách để giữ đúng lời hứa và hoàn thành tâm nguyện của họ, trong khi đó những phép màu trong thành phố vẫn liên tục xảy ra.

## Phát triển
Hầu hết phát triển viên của Kanon ban đầu làm việc tại hãng Tactics thuộc công ty phát hành visual novel NEXTON. Sau khi cho ra mắt tựa game thứ ba là ONE ~Kagayaku Kisetsu e~, gần như toàn bộ nhân viên của Tactics rời bỏ NEXTON và tìm kiếm một hãng phát hành khác có thể tạo cho họ một môi trường làm việc tự do hơn để phát triển trò chơi tiếp theo. Hinoue Itaru, người đã từng một lần làm việc ở Visual Art's, giới thiệu các đồng nghiệp của bà với chủ tịch công ty này là ông Baba Takahiro. Baba tạo cho nhóm phát triển sự tự do đúng theo ý muốn của họ, và họ chính thức chuyển về làm việc cho Visual Art's qua việc thành lập thương hiệu Key vào ngày 21 tháng 7 năm 1998 và bắt tay vào thực hiện Kanon. Hoạch định phát triển Kanon do Hisaya Naoki dẫn dắt, đồng thời là một trong hai nhà biên kịch cùng với Maeda Jun. Hisaya viết kịch bản cho Ayu, Nayuki và Shiori, còn Maeda viết phần truyện của Makoto và Mai. Họa sĩ Hinoue Itaru làm chỉ đạo nghệ thuật và thiết kế nhân vật kiêm đồ họa vi tính. Riêng khâu đồ họa vi tính còn được phân ra cho ba phát triển viên khác—Din, Miracle Mikipon, Shinory—và các họa nền do Torino phụ trách. Âm nhạc trong game được sáng tác bởi Orito Shinji, OdiakeS và Maeda Jun. Kanon là tác phẩm đầu tiên và cũng là cuối cùng của Key có sự tham gia của hai trong số các nhân viên chủ chốt là Hisaya Naoki và OdiakeS, trước khi họ tiếp tục theo đuổi sự nghiệp của mình ở những hãng visual novel khác. Game engine chính dùng để thiết kế Kanon là AVG32, một chương trình do Visual Art's tự phát triển và dùng làm nền tảng hỗ trợ cho hoạt động sản xuất của họ.

Bìa ấn bản Kanon Standard Edition dành cho mọi lứa tuổi, phát hành ngày 28 tháng 1 năm 2005 bởi Visual Art's.

### Lịch sử phát hành
Kanon ra mắt lần đầu như một trò chơi dành cho người lớn vào ngày 4 tháng 6 năm 1999 dưới cả hai hình thức giới hạn và thông thường dành cho PC Windows sử dụng ổ CD-ROM. Ấn bản giới hạn còn kèm thêm một album phối lại những bản nhạc nền dùng trong visual novel mang tựa Anemoscope. Key đã thực hiện thêm một phiên bản trò chơi dành cho mọi lứa tuổi và phát hành vào ngày 7 tháng 1 năm 2000 trên Windows. Ngày 26 tháng 11 năm 2004, một bản cập nhật dành cho phiên bản người lớn gọi là Kanon Standard Edition được tung ra, trong đó hỗ trợ khả năng tương thích với 2000/XP sử dụng ổ DVD-ROM. Standard Edition kết hợp những đồ họa bổ sung đã được thêm vào phiên bản mọi lứa tuổi đầu tiên của trò chơi, cùng các thay đổi kỹ thuật khác như tăng thêm số lượng khe lưu. Phiên bản mọi lứa tuổi của Standard Edition phát hành ngày 28 tháng 1 năm 2005. Một bản cập nhật dành cho mọi lứa tuổi tương thích với Windows Vista được Key giới thiệu vào ngày 31 tháng 7 năm 2009 trong một hộp trọn bộ năm visual novel khác của hãng gọi là Key 10th Memorial Box. Một bản cập nhật khác tương thích với Windows 7 cũng dành cho mọi lứa tuổi gọi là Kanon Memorial Edition ra mắt ngày 30 tháng 4 năm 2010.
Kanon đã được chuyển sang một số hệ máy console, đầu tiên là trên Dreamcast vào ngày 14 tháng 9 năm 2000 bởi NEC Interchannel. NEC Interechannel tiếp tục phát hành phiên bản PlayStation 2 (PS2) vào ngày 28 tháng 2 năm 2002. Bởi thành tích doanh số nổi bật của mình, phiên bản PS2 đã được tái phát hành như một "Best game" (trò chơi bán chạy nhất) vào ngày 22 tháng 12 năm 2004 với giá thành rẻ hơn khoảng một nửa so với giá của lần ra mắt đầu tiên. Bản PS2 đã được đóng thành bộ và bán ra với tựa "Key bộ 3 tác phẩm Premium Box" cùng với các bản PS2 tương ứng của AIR và CLANNAD vào ngày 30 tháng 7 năm 2009. Phiên bản dành cho PlayStation Portable (PSP) được Prototype phát hành ngày 15 tháng 2 năm 2007. Bản PSP đầu tiên này kèm theo đĩa DVD đặc biệt có nội dung là thông điệp từ năm diễn viên lồng tiếng và đoạn video mở đầu đã qua chỉnh sửa so với phiên bản trong game. Năm diễn viên góp mặt trong DVD là Kōda Mariko trong vai Minase Nayuki, Satō Akemi trong vai Misaka Shiori, Iizuka Mayumi trong vai Sawatari Makoto, Minaguchi Yūko trong vai Minase Akiko và Sugita Tomokazu trong vai Aizawa Yuichi. Diễn viên Horie Yui lồng tiếng cho Tsukimiya Ayu đã ghi âm một đoạn giới thiệu ngắn trong DVD, nhưng không xuất hiện trực tiếp trong đĩa. Prototype cũng cung cấp phiên bản PSP có thể tải về trực tuyến thông qua PlayStation Store vào ngày 9 tháng 10 năm 2009.
Phiên bản trên điện thoại di động FOMA và SoftBank 3G được Prototype phát hành thông qua Visual Art's Motto vào tháng 5 năm 2007. Visual Art's MottoSP ra mắt Kanon trên thiết bị Android vào ngày 30 tháng 11 năm 2011. Phiên bản trên iOS phát hành ngày 4 tháng 4 năm 2013. Kanon cũng có thể cài đặt và chơi dưới dạng đĩa Blu-ray, được thương hiệu Asoberu! BD-Game của Visual Art's giới thiệu vào ngày 16 tháng 12 năm 2011. Trong lần ra mắt đầu tiên của Kanon trên Windows đã không có sự tham gia của các diễn viên lồng tiếng, nhưng về sau trên các hệ máy Dreamcast và PS2, mọi nhân vật đều được lồng tiếng toàn phần với ngoại lệ duy nhất là Yuichi. Tuy vậy, diễn viên Sugita Tomokazu đã vào vai Yuichi trong phiên bản PSP.

## Chuyển thể

### Sách

Bìa Yuki no Shōjo tái bản, một trong các tập light novel của Kanon.

Năm light novel dành cho người lớn sáng tác bởi Shimizu Mariko và ấn hành bởi Paradigm đã phát hành ở Nhật Bản từ tháng 10 năm 1999 đến tháng 8 năm 2000. Hinoue Itaru, họa sĩ của visual novel nguyên tác, đã trực tiếp minh họa bìa và tranh bên trong những thư phẩm này. Mỗi quyển light novel tập trung vào một nhân vật nữ chính và đặt nhan đề theo tên các nhạc phẩm chủ đạo của từng cô gái trong trò chơi nguyên tác. Tập đầu tiên là Yuki no Shōjo (雪の少女 nói về Nayuki) và tập thứ hai phát hành trong tháng 12 năm 1999 là Egao no Mukougawa ni (笑顔の向こう側に nói về Shiori). Tập thứ ba, Shōjo no Ori (少女の檻 nói về Mai), ra mắt trong tháng 3 năm 2000; và tập thứ tư có nhan đề The Fox and the Grapes (nói về Makoto) ấn hành hai tháng sau đó. Light novel cuối cùng mang tựa Hidamari no Machi (日溜りの街 nói về Ayu) xuất bản vào tháng 8 năm 2000. Paradigm đã tái phát hành năm tập light novel khi liên doanh với Visual Art's qua ấn hiệu VA Bunko của họ, trong đó loại bỏ mọi hình ảnh khiêu dâm, bắt đầu từ Yuki no Shōjo vào ngày 27 tháng 6 năm 2009, và hoàn tất với Hidamari no Machi vào ngày 20 tháng 12 năm 2009. Để bù vào phần nội dung bị lượt bỏ, Shimizu đã viết thêm vào các tình tiết mới cho mỗi tập. Cuốn tiểu thuyết thứ sáu lấy tựa Kanojotachi no Kenkai (彼女たちの見解 dành cho nhân vật thứ cấp Kurata Sayuri), tiếp tục do Shimizu chấp bút và minh họa bởi ZEN, đã phát hành vào ngày 31 tháng 3 năm 2011.
Một tuyển tập tiểu thuyết dài hai tập do Jive ấn hành dưới nhãn hiệu Jive Character Novel vào tháng 9 và tháng 12 năm 2004 lấy tựa Kanon Anthology Novel (Kanonアンソロジー・ノベル). Sách do nhiều tác giả và họa sĩ phối hợp sáng tác. Quyển artbook đầu tiên phát hành trong tháng 11 năm 2000 bởi Enterbrain có nhan đề Kanon: Kōshiki Genga Settei Shiryōshū ~The Ultimate Art Collection of "Kanon"~, dày 239 trang, chứa nhiều minh họa nghệ thuật và hình phác thảo thiết kế nhân vật, cùng các bài bình luận về đồ họa hay hành động của các nhân vật trong nhiều hoàn cảnh khác nhau. Ngày 20 tháng 6 năm 2002, artbook tiếp theo giới thiệu bộ anime năm 2002 lấy tựa Kanon the animation – Dream Days được Kadokawa Shoten ấn hành; quyển sách cung cấp nhiều bài giới thiệu nhân vật, minh họa nghệ thuật và phỏng vấn đoàn làm phim. Ichijinsha tiếp tục cho ra mắt một artbook khác dày 127 trang là Kanon Visual memories vào ngày 25 tháng 7 năm 2007; quyển này tập trung vào phiên bản anime làm lại năm 2006 và so sánh với những nội dung mà Kadokawa Shoten đã biên tập trong artbook về sê-ri năm 2002. Kanon Visual memories kèm theo một đĩa CD phát ra 86 cách phát âm từ "ugū" của Ayu, do diễn viên Horie Yui phụ trách. Mỗi từ "ugū" chỉ kéo dài hai giây rồi sau đó ngưng một chút trước khi tiếp tục.

### Drama CD và chương trình phát thanh
Một bộ năm đĩa drama CD đã phát hành từ ngày 29 tháng 9 năm 2000 đến 27 tháng 4 năm 2001; mỗi đĩa kể câu chuyện của từng nữ chính. Một bộ năm đĩa hợp tuyển drama CD ra mắt từ ngày 22 tháng 12 năm 2001 đến 25 tháng 5 năm 2002 một lần nữa tập trung vào từng nữ chính trong mỗi đĩa. Một chương trình phát thanh quảng bá phiên bản trên Dreamcast của Kanon mang tựa Kanon -The snow talks memories- Yuki Furu Machi no Monogatari (Kanon -The snow talks memories- 雪降る街の物語) dài 13 buổi thu âm từ ngày 6 tháng 10 đến 29 tháng 12 năm 2000. Chương trình do Movic sản xuất với hai phát thanh viên Tamura Yukari và Kawakami Tomoko, cũng là các seiyū của Mai và Sayuri. Một vở kịch phát thanh với nhan đề Minase-sanchi (水瀬さんち) dài 53 buổi từ ngày 6 tháng 10 năm 2001 đến 5 tháng 10 năm 2002. Chương trình phát trên sóng TBS Radio và Radio Kansai, với phát thanh viên Minaguchi Yūko, diễn viên lồng tiếng cho Minase Akiko, và phần diễn xuất do Kisaichi Atsushi đảm trách. Các seiyū khác của Kanon cũng góp mặt trong vai trò khách mời. Năm CD biên tập chứa toàn bộ nội dung của các buổi phát sóng đã ra mắt từ ngày 30 tháng 8 năm 2002 đến 26 tháng 4 năm 2003.

### Manga
Bộ manga Kanon thứ nhất minh họa bởi Morishima Petit, đăng trên tạp chí Dengeki Daioh của MediaWorks từ số tháng 2 năm 2000 đến số tháng 7 năm 2002. Các chương đơn trên tạp chí được tập hợp lại thành hai tankōbon xuất bản bởi MediaWorks dưới ấn hiệu Dengeki Comics của họ vào ngày 27 tháng 9 năm 2000 và 27 tháng 7 năm 2002. Mỗi tập truyện dài ba chương, tổng cộng là sáu chương. Ngoài các chương lời tựa trong tập 1 và lời bạt trong tập 2, bốn chương còn lại tập trung vào bốn nữ chính, họ là (theo thứ tự): Misaka Shiori, Sawatari Makoto, Kawasumi Mai và Tsukimiya Ayu. Nayuki không có chương riêng, nhưng bù lại cô được cho xuất hiện ở hầu hết cảnh truyện có Yuichi trong đó. Manga này khác với visual novel ở chỗ nó không chuyển tải toàn bộ kịch bản của Shiori, Makoto và Mai. Gần cuối từng câu chuyện của họ ban đầu dự định sẽ giải đáp hết mọi nghi vấn đưa ra trước đó, nhưng bộ truyện đã kết thúc sớm các kịch bản này. Nguyên do ở việc manga đã đặt trọng tâm vào phần truyện của Ayu.
Bộ manga thứ hai minh họa bởi Shimotsuki Kinusa có tựa Kanon Honto no Omoi wa Egao no Mukōgawa ni (Kanon ホントの想いは笑顔の向こう側に) với phụ đề each regret of Kanon (tạm dịch: từng sự hối tiếc của Kanon) đã ra mắt từ số thứ hai đến số thứ bảy của tạp chí Dragon Age Pure, do Fujimi Shobo ấn hành từ ngày 29 tháng 6 năm 2006 đến 20 tháng 10 năm 2007. Tập truyện đầu tiên phát hành tại Nhật Bản vào ngày 1 tháng 4 năm 2007 và tập trung vào câu chuyện của Nayuki. Tập truyện thứ hai phát hành ngày 8 tháng 12 năm 2007 và xoay quanh bốn nữ chính còn lại. Có tất cả chín chương truyện: năm chương trong tập 1 và bốn chương trong tập 2. Hai bộ manga khác chỉ dài một tập cũng có nội dung liên quan đến cả Kanon và AIR, đầu tiên là Kanon & AIR Sky (Kanon & AIRスカイ) do Izumi Rei sáng tác và được Kadokawa Shoten phát hành trong tháng 5 năm 2002. Quyển truyện chia thành 12 chương với tổng cộng 140 trang, gồm hai phần riêng biệt tập trung vào từng tác phẩm, nhưng với một thiết lập giả định rằng các nhân vật ở hai tác phẩm đều quen biết nhau. Manga thứ hai do Suda Sagiri minh họa mang tên Kanon & AIR Anthology Comics ~Hara Peko~ (Kanon & AIRアンソロジーコミック ~はらぺこ~), được Enterbrain xuất bản vào tháng 8 năm 2003, gắn nhãn hiệu Magi-Cu Comics.
Ngoài ra còn có các bộ hợp tuyển manga khác được ấn hành và minh họa bởi nhiều công ty và họa sĩ khác nhau. Quyển mở màn trong tuyển tập truyện đầu tiên do Ichijinsha ấn hành dưới tựa Kanon Comic Anthology (Kanonコミックアンソロジー) ra mắt vào tháng 11 năm 2000, gắn nhãn hiệu DNA Media Comics. Những quyển còn lại trong bộ truyện tiếp tục được phát hành đều đặn suốt hai năm và kết thúc với tập 14 vào tháng 12 năm 2002; một tập bổ sung thứ 15 phát hành trong tháng 2 năm 2007. Ichijinsha xuất bản tiếp hai quyển trong tuyển tập theo phong cách bốn khung tranh (yonkoma), có nhan đề Kanon 4-koma KINGS (Kanon4コマKINGS), vào tháng 4 và tháng 6 năm 2001. Softgarage phát hành các mẫu truyện chỉ trong một quyển đơn vào tháng 12 năm 2002, lấy tựa Kanon Anthology Comic (Kanon アンソロジー・コミック). Tháng 4 năm 2004, Ohzora cho ra mắt một tuyển tập gồm nhiều mẫu truyện dựa theo cả Kanon và AIR với nhan đề Haru Urara ~Kanon & AIR~ (春うらら ～Kanon&AIR～).
Từ tháng 6 đến tháng 8 năm 2004, Ohzora tiếp tục phát hành năm tập manga dựa theo Kanon do năm họa sĩ khác nhau phụ trách. Công ty này sau đó chọn ra một số truyện trong các hợp tuyển manga mà họ từng phát hành và đưa vào một bộ dài hai tập với tên Kanon Anthology Comics Best Selection, ra mắt trong tháng 12 năm 2006 và tháng 1 năm 2007. Ohzora còn xuất bản thêm 13 quyển trong một tuyển tập Kanon khác dưới nhãn hiệu Twin Heart Comics. Một công ty hiện đã phá sản là Raporto phát hành 21 quyển thuộc tuyển tập Kanon dưới nhãn hiệu Raporto Comics từ tháng 11 năm 2000 đến tháng 10 năm 2002. Tuyển tập manga cuối cùng, một tập hợp nhiều mẫu truyện theo phong cách bốn khung tranh, đã ra mắt dưới dạng quyển đơn bởi Enterbrain với nhan đề Magi-Cu 4-koma Kanon vào tháng 1 năm 2007, gắn nhãn hiệu MC Comics. Mỗi bộ truyện trên được viết và vẽ bởi trung bình khoảng 20 người mỗi tập.

### Anime
Bộ anime Kanon đầu tiên được sản xuất bởi hãng phim hoạt hình Toei Animation với vai trò đạo diễn của Itō Naoyuki. 13 tập phim đã phát sóng tại Nhật Bản trên kênh Fuji TV từ ngày 31 tháng 1 đến 28 tháng 3 năm 2002. Sau đó phim cũng được chiếu trên Kansai TV. Một tập bổ sung dưới dạng OVA mang tựa "Kanon Kazahana" đã ra mắt công chúng vào tháng 3 năm 2003. Loạt anime này và tập OVA sử dụng hai ca khúc chủ đề "Florescence" và "Flower" làm nhạc phẩm mở đầu và kết thúc mỗi tập phim. Tuy "Kaze no Tadoritsuku Basho" không được dùng làm bài hát kết phim ở 12 tập đầu của anime và cả OVA, nó đã được chọn dùng ở cuối tập 13, trở thành nhạc phẩm khép lại toàn bộ loạt phim. Ngoài ra ca khúc mở đầu "Last regrets" của visual novel cũng được lồng vào gần cuối tập 13 trong một phân đoạn hồi tưởng.
Từ năm 2006, Kyoto Animation, hãng phim đã chuyển thể thành công bộ anime dựa theo một visual novel khác của Key là AIR, đã quyết định thực hiện một bản chuyển thể mới dành cho Kanon. Bản phim lần này do Ishihara Tatsuya làm đạo diễn, phát sóng tại Nhật Bản từ ngày 5 tháng 10 năm 2006 đến 15 tháng 3 năm 2007 trên kênh BS-i với tổng cộng 24 tập. ADV Films công bố vào ngày 21 tháng 9 năm 2007 tại hội nghị Anime Weekend Atlanta rằng họ là đơn vị cấp bản quyền phát hành phiên bản anime Kanon mới tại Bắc Mỹ. ADV Films từng tung ra một trailer quảng cáo phim vào tháng 8 năm 2007, nhưng họ đã xóa video này đi sau khi nó lan ra khắp Internet. Tập phim lồng tiếng Anh đầu tiên đã được chiếu giới thiệu trực tuyến trên Anime News Network từ ngày 23 đến 30 tháng 12 năm 2007. Vào tháng 7 năm 2008, bản quyền phát hành phiên bản tiếng Anh của Kanon đã được ADV chuyển nhượng sang Funimation Entertainment, và công ty mới này tiếp tục phát hành bộ phim tại thị trường Bắc Mỹ. Phim cũng được cấp phép phân phối bằng tiếng Anh ở Úc và New Zealand bởi Madman Entertainment; và bằng tiếng Hoa ở Đài Loan bởi Proware Multimedia International.
Bản anime truyền hình Kanon thứ hai có chất lượng hoạt họa được cải tiến và có cùng dàn seiyū với bản phim đầu tiên, ngoại lệ là Yuichi và Kuze. Không giống bản phim đầu tiên, sê-ri anime thứ hai lấy những nhạc phẩm chủ đề trong visual novel nguyên tác làm ca khúc mở đầu - kết thúc và nhạc phim. Chỉ có một bài hát chơi nền ở tập 16 không bắt nguồn từ visual novel, đó là "Last regrets -X'mas floor style-" thể hiện bởi Shimamiya Eiko, lấy trong album đầu tay của I've Sound, Regret. Các bản nhạc khác lấy từ một số album biên khúc phát hành những năm trước, bao gồm Anemoscope, Recollections, Re-feel và Ma-Na.

## Âm nhạc
Visual novel có hai ca khúc chủ đề: bài hát mở đầu là "Last regrets" và bài hát kết thúc là "Kaze no Tadoritsuku Basho" (風の辿り着く場所), đều do Ayana thể hiện. Maeda Jun sáng tác lời hai nhạc phẩm và phần biên khúc do Takase Kazuya của nhóm I've Sound thực hiện. Năm nhân vật trong Kanon có các nét chủ đạo thuộc thể loại nhạc nền. Bài của Ayu là "Hidamari no Machi" (日溜りの街); bài của Nayuki là "Yuki no Shōjo" (雪の少女); bài của Makoto là "The Fox and the Grapes"; bài của Shiori là "Egao no Mukōgawa ni" (笑顔の向こう側に); cuối cùng là bài của Mai có tựa đề "Shōjo no Ori" (少女の檻).
Album nhạc đầu tiên, Anemoscope, được gói kèm theo nguyên bản Kanon vào tháng 6 năm 1999. Một đĩa đơn phát hành sau đó lấy tên "Last regrets/Place of wind which arrives" chứa hai ca khúc mở đầu - kết thúc cộng thêm ba bài nhạc nền đã qua biến tấu và phiên bản nam ca của bài hát mở đầu. Album tổng hợp chọn ra một số bài trong hai đĩa nhạc đầu ra mắt vào tháng 12 năm 2001 mang tên Recollections. Soundtrack nguyên bản của Rewrite phát hành tháng 10 năm 2002, gồm 22 nhạc phẩm khác nhau cùng các phiên bản ngắn của hai bài hát chủ đề. Một album biến tấu bằng piano ra mắt trong tháng 12 năm 2003 với nhan đề Re-feel chứa năm nhạc phẩm trong Kanon và năm nhạc phẩm trong AIR. Ngoại trừ album và đĩa đơn đầu tiên, mỗi đĩa nhạc trên đều phát hành dưới nhãn Key Sounds Label, hãng thu âm của Key; đó là bởi vì hai đĩa nhạc đầu tiên ra mắt trước khi hãng thu âm này thành lập.
Đĩa soundtrack nguyên bản đầu tiên của bộ anime sản xuất bởi Toei Animation phát hành vào tháng 5 năm 2002; và đĩa thứ hai ra mắt tiếp sau đó vào tháng 7 cùng năm. Ca khúc mở đầu anime này là "Florescence" và bài hát kết thúc là "Flower", đều thể hiện bởi Fujiwara Miho; đĩa đơn maxi chứa hai nhạc phẩm mở đầu và kết thúc ra mắt trong tháng 6 năm 2002. Một album gồm các nhạc phẩm trong anime đầu tiên được biến tấu bằng hộp nhạc phát hành vào tháng 7 năm 2003 gọi là Orgel de Kiku Sakuhin Shū. Những đĩa nhạc trên được sản xuất bởi Frontier Works và Movic. Một đĩa đơn nữa kỷ niệm loạt anime năm 2006 của Kyoto Animation mang tựa "Last regrets/Kaze no Tadoritsuku Basho", chứa phiên bản gốc, ngắn và remix của hai nhạc phẩm mở đầu - kết thúc; đĩa này do Key Sounds Label sản xuất.

## Đón nhận

### Doanh số và đánh giá
Theo một bảng xếp hạng về doanh số thu được của các bishōjo game trên toàn quốc ở Nhật Bản, ấn bản Windows Kanon trong lần ra mắt đầu tiên đã đứng ở vị trí thứ Hai và cũng là thành tích cao nhất của tác phẩm. Với tổng cộng 39.683 bản được bán thành công, trò chơi đã nằm trong tốp 10 visual novel bán chạy nhất năm 1999 ở Nhật Bản. Ba năm sau vào tháng 6 năm 2002, ấn bản gốc quay lại với hạng #45 rồi rơi xuống vị trí #46 trong hai tuần kế tiếp. Trong lần xuất hiện cuối vào đầu tháng 7 năm 2002, ấn bản này đã tăng lên hạng #41. Kanon Standard Edition trụ ở vị trí thứ #16 trong bảng xếp hạng. Ấn bản này vẫn được vinh danh trong tốp 50 game bán chạy nhất suốt hai tháng sau, lần lượt giữ các vị trí #47 và #35. Phiên bản mọi lứa tuổi của Kanon Standard Edition ra mắt ở vị trí #42 toàn quốc, nhưng vào tháng sau đã tăng lên hạng #35, và đó cũng là lần xuất hiện cuối cùng của nó. Phiên bản trên Dreamcast bán được 42.379 bản trong tuần đầu tiên phát hành, và là trò chơi console bán chạy thứ tư của tuần đó ở Nhật Bản. Kanon đã bán được hơn 300.000 bản trên nhiều hệ máy khác nhau, chưa tính trên PSP.
Phiên bản đầu tiên trên PS2 phát hành năm 2002 được nhận lời bình trên tạp chí chuyên về trò chơi điện tử Nhật Bản Famitsu, với số điểm tổng cộng là 29/40 (qua bốn lượt đánh giá riêng đạt các điểm 7, 8, 7 và 8). Suzumoto Yūichi nhận xét trong cuộc phỏng vấn vào tháng 3 năm 2001 rằng ông cảm thấy có thể tóm tắt ngắn gọn đoạn kết của Kanon là "hoàng tử và công chúa sống hạnh phúc mãi về sau. Hết", cho thấy đó là một cái kết mà không có khả năng phát sinh thêm bất cứ chuyện gì về sau. Trong số ra tháng 10 năm 2007, tạp chí Dengeki G's Magazine tổ chức một cuộc khảo sát để chọn ra tốp 50 bishōjo game hay nhất mọi thời đại. Có 249 tựa game được đề cử, và Kanon giữ hạng Năm với 71 phiếu bầu. Tháng 9 năm 2008, trang tin Dengeki Online tổ chức đợt khảo sát game thủ kéo dài một tháng. Trong phần thăm dò: "Trò chơi nào đã khiến bạn cảm động đến rơi lệ?", Kanon xếp hạng Năm; ba tác phẩm khác của Key là CLANNAD, AIR và Little Busters! lần lượt chiếm các vị trí Hai, Bảy và Mười.
Kịch bản của Kanon được nhà phê bình Yukino Yoshi nhận xét là "sử dụng những tình tiết giản dị để miêu tả những việc không bình thường," và sự kết hợp một cách hài hòa nhiều yếu tố trong kịch bản đã lôi cuốn người chơi. Diễn tiến nghiêm trọng theo thời gian cộng thêm khả năng dàn dựng các tình huống bi kịch dễ dàng đánh vào tâm lý độc giả, khiến họ trăn trở hay bật khóc vì những khoảnh khắc tươi đẹp thường ngắn ngủi. Các nhân vật được xây dựng với những tính cách và phong thái khác nhau cũng thúc đẩy chiều sâu cốt truyện và giúp cho giá trị chơi lại tăng lên. Kanon được nhiều học giả ví như siêu phẩm gây chấn động, "là một bước ngoặt lớn của dòng bishōjo game." Trái với các trò chơi thế hệ trước luôn chú trọng vào những nội dung tình dục, tác phẩm này đã hướng người chơi tập trung vào tận hưởng âm nhạc và kịch bản, đồng thời "có được những trải nghiệm mới về một tình cảm trong sáng và sự đau khổ đến nghẹn ngào". Do trò chơi được thực hiện ở thời điểm các công ty phần mềm Nhật Bản không muốn sử dụng công nghệ đồ họa của phương Tây, thêm vào đó các kỹ thuật đồ họa hoàn toàn tạo ra tại Nhật Bản cũng không nhiều; vậy nên để so sánh với những visual novel đời mới như Da Capo II, các nhà phê bình đã bỏ qua khía cạnh này của Kanon. Khuyết điểm quan trọng của ấn bản gốc trên PC là không được lồng tiếng, bắt buộc người chơi phải đọc để hiểu cốt truyện đang đi đến đâu.
Bộ anime thứ hai của Kanon được đánh giá trên Anime News Network bởi nhà phê bình Theron Martin, với nhận định anime này là "nơi hội tụ của các nhân vật mang phong cách moe", và cái cách mà yếu tố moe sử dụng trong phim đã khiến người xem "có cảm giác như họ đang chìm trong cái hồ của vẻ đáng yêu ướt át". Loạt phim được so sánh với anime truyền hình của AIR như sau: "Giống như AIR, bốn tập đầu chỉ đơn giản là 'nam đến một phố thị và bắt đầu giết thời gian bằng cách giao tiếp với các cô gái dễ thương.' Không như AIR ở chỗ sự giao tiếp này đôi khi rất buồn cười". Martin cũng so sánh Kanon với một bộ anime chuyển thể từ visual novel khác là Shuffle!; ông miêu tả Kanon như đang "dội bom" vào tác phẩm này. Martin nêu quan điểm về tạo hình nhân vật: "Các nhận vật rất dễ thương với người xem... tốt hơn nhiều so với những gì mà Shuffle! thể hiện". Ông lưu ý đến sự chuyển tiếp giữa những khoảnh khắc hài hước và nghiêm túc như một đặc điểm của bộ phim. Tuy nhiên, ông cũng chỉ ra một trong những thiếu sót của sê-ri, đó là việc nó "sử dụng hai con bài là sự trong sáng và phong cách moe cùng một lúc", khiến cho cốt truyện bị tác động ít nhiều. Yuichi được mô tả là "quá thất thường để có thể trông cậy" hay quá dễ tin. Mặc dù còn những nhược điểm, Martin vẫn đánh giá bộ phim là "một trong những tác phẩm thể hiện moe tốt nhất từ trước đến nay", đồng thời ca ngợi chất lượng sản xuất của Kyoto Animation đã giúp Kanon trở thành "một trong những anime đẹp nhất trong năm qua". Martin còn bổ sung thêm một sự so sánh khác, ví Kanon là "đối cực của Gurren Lagann", một anime có nội dung tập trung vào những cảnh hành động.

### Ảnh hưởng
Maeda Jun đã tuyên bố vào tháng 3 năm 2001 rằng Kanon là một thành công lớn, nó đã thúc đẩy ông tiếp tục sáng tác và giúp Key có thêm tự tin để phát triển các sản phẩm sau này, tiêu biểu là hai siêu phẩm AIR và CLANNAD. Hơn nữa, Maeda còn nói thêm rằng không chỉ mình ông mới có suy nghĩ như vậy. Nhà biên kịch Suzumoto Yūichi cho biết Kanon khi ra đời vào năm 1999 đã gây ấn tượng với ông và là nguồn động lực để ông xin gia nhập vào Visual Art's, để rồi trở thành người viết kịch bản của Key từ tháng 2 năm 2002.
Các nhân viên của Key từng tham gia thực hiện ONE ~Kagayaku Kisetsu e~ và kế đến là Kanon đã hình thành nên tên gọi cho một khái niệm mới là "crying game" (một nhánh của bishōjo game, có khả năng khiến người chơi khóc thương cho số phận của các nhân vật), motif này vốn từng được một số tựa game khác sử dụng, điển hình là To Heart của Leaf. Sự thành công của ONE và Kanon đã củng cố tên gọi này, dần dần biến nó thành khái niệm cơ bản và bắt đầu được áp dụng bởi các hãng visual novel khác khi phân loại các tựa game của họ như D.O. với trò chơi Kana – Imōto, KID với Memories Off, Circus với Da Capo, Studio Mebius với Snow và Minori với Wind – a breath of heart; "crying game" đã giúp tạo ra thể loại Nakigē (泣きゲー) và phát triển thành một trong những hướng đi mới cho các visual novel đời sau.
Những nhân vật trong Kanon cũng xuất hiện ở một vài trò chơi dōjin không liên quan đến tác phẩm. Chẳng hạn như Eternal Fighter Zero của hãng Twilight Frontier, trong đó lấy hầu hết các nhân vật xuất hiện trong Kanon và cả tác phẩm trước đó của Key là ONE. Trò Glove on Fight có xuất hiện hai nhân vật trong Kanon là Tsukimiya Ayu và Minase Akiko trong tư thế sẵn sàng chiến đấu (vì đây là game đối kháng) với các nhân vật trong các tác phẩm khác. Nhân vật Tsukimiya Ayu đặc biệt còn xuất hiện trong các không gian khác ngoài Kanon, chẳng hạn như tại trang thứ 67 của webcomic Megatokyo, có thể nhìn thấy cô đang ăn taiyaki trong một góc tranh nhỏ.
Do sự nổi tiếng của Kanon, đặc biệt là sau khi chuyển thể anime thứ hai ra mắt năm 2006, nhiều vật dụng được sản xuất đã in logo của tác phẩm như cốc cà phê, thẻ thanh toán, áp phích cùng các bức tượng nhỏ và artbook có in hình các nhân vật. Năm ngày trước khi trò chơi xuất hiện trên hệ máy PS2, một máy in PlayStation 2 mang tên Tapis MPR-505 đã được tung ra thị trường, nó có thể in bất cứ hình ảnh nào từ màn hình chơi game. Kanon là một trong ba trò chơi khánh thành chiếc máy này, hai game khác là America Ōden Ultra Quiz của DigiCube và Marle de Jigsaw của Nippon Ichi Software. Năm 2007, nhiều bức tượng nhỏ mang hình dáng Ayu trong các tư thế khác nhau đã được sản xuất. Phiên bản chibi của cô mặc bộ đồ giáng sinh ra mắt ngày 29 tháng 1 năm 2007 bởi Movic. Một số khác do Russian Blue, Kotobukiya và Max Factory sản xuất. Các nhân vật khác của Kanon cũng được sản xuất bởi nhiều hãng khác nhau, kể cả nhân vật nam chính.